# نظام المصانع

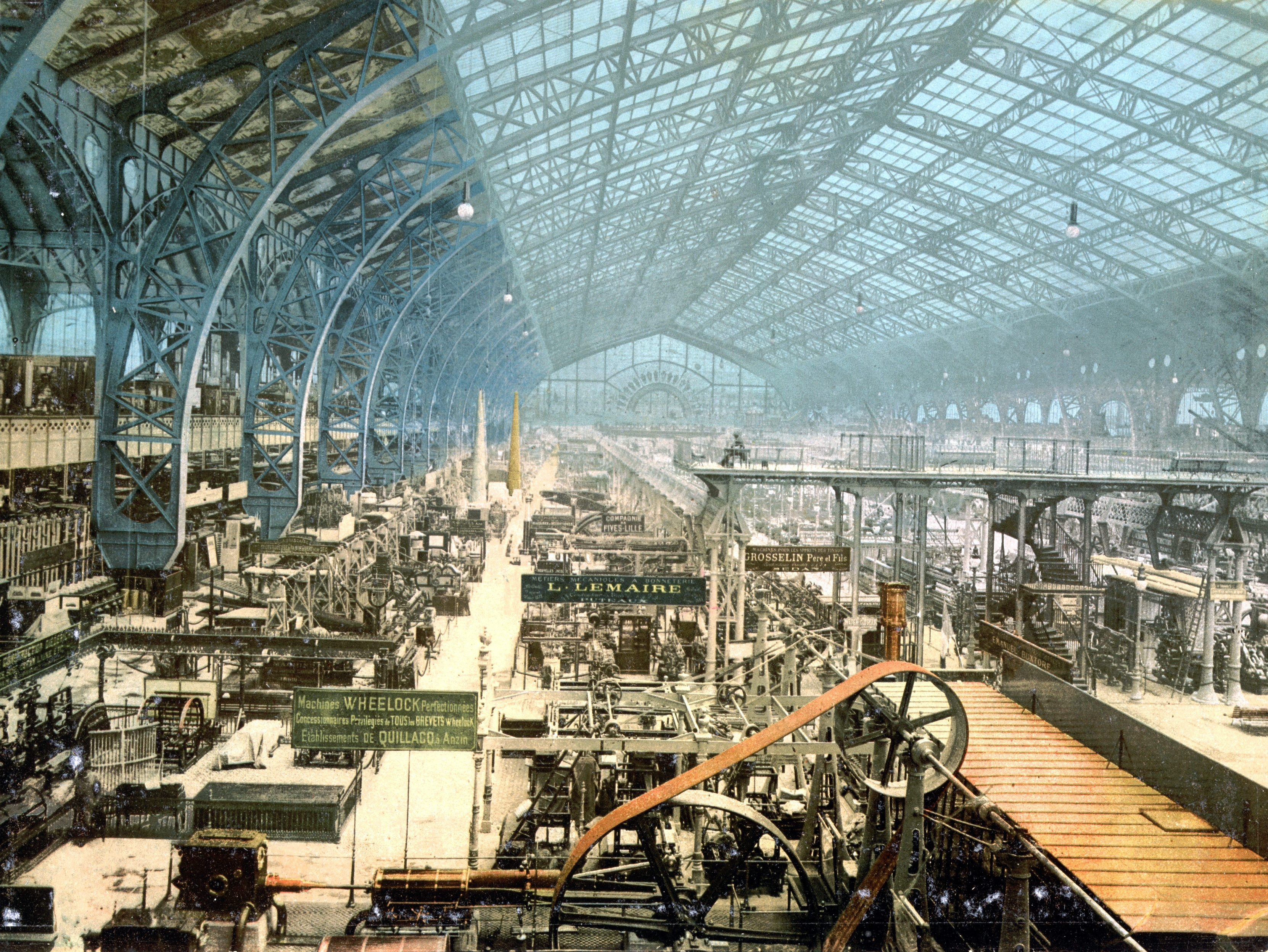

نظام المصانع طريقة التصنيع باستخدام الآلات وقطاع العمل.
وبسبب ارتفاع التكلفة الرأسمالية للآلات ومباني المصانع فإن المصانع تُمتلك من أصحاب العمل الذين يقومون بتشغيل العمل التعاوني. وخفضت استخدام الآلات وتقسيم العمل مستوى المهارات المطلوبة للعمال بالإضافة لزيادة إنتاجية العامل الواحد. أعتُمِد نظام المصنع لأول مرة في بريطانيا في أوائل الثورة الصناعية وذلك في أواخر القرن الثامن عشر ثم انتشر في جميع إنحاء العالم وحل هذا النظام محل نظام الجرد. إن السمة الرئيسية لنظام المصنع هي استخدام الآلات التي تعمل على تيار المياه أو الكهرباء أو حتى البخار. معظم هذه الخصائص مستمدة من استخدام الآلات أو المقاييس الاقتصادية أو مركزية المصانع أو حتى توحيد الأجزاء القابلة للتبديل.

## الخصائص
يعد نظام المصنع كإنتاج رأسمالي، فالعمل المنطوق عموما لا يمتلك حصة كبيرة من الشركة. لذلك يقدم أصحاب الرأسمالية جميع الآلات والمباني، والتنظيم والإدارة، بالإضافة للمواد الخام أو المواد شبه المصنعة، كما أنهم مسؤولين عن بيع جميع المنتجات, ومسؤولين أيضا عن الخسائر الناجمة عن ذلك.

## استخداماليد العاملةغير الماهرة
قبل أن يكون لدى المصنع الكثير من المنتجات مثل الأحذية والبنادق التي صُنعت من قِبل الحرفيين المهرة الذين عادة ما يقومون بتنفيذ طلبات مخصصة من مادة كاملة. وعلى النقيض من ذلك، فالمصانع تمارس تقسيم العمل حيث معظم العمال ذو المهارة المتدنيَة يتم تدريبهم على تشغيل الآلات بينما العمال الغير ماهرين يتم تخصيصهم لنقل المواد أو السلع شبه المصنعة والسلع التامة الصنع. وهناك القليل من الميكانيكيين الماهرين. تم تدريب تقسيم العمل أيضا من خلال نظام الجرد. فمثلا: يتم قص القطع الجلدية وترسل لمحل مركزي لتصنيع الأحذية أو سلع أخرى.

## المقاييس الاقتصادية
أنتجت المصانع منتجات على نطاق أكبر بكثير من نظام الجرد والأنظمة الحرفية، وذلك لان المصانع تكون لها فائض كبير في الأسواق المحلية, فالوصول لوسائل النقل مهم جدا وذلك حتى يتمكنوا من توزيع السلع على نطاق واسع. قللت المصانع استخدامها للقوى العاملة لكل وحدة إنتاج وبالتالي انخفضت تكاليف المنتجات.
الموقع : قبل انتشار استخدام المحركات البخارية والسكك الحديدية، كانت معظم المصانع تقع بالقرب من مواقع الطاقة المائية وبالقرب من وسائل النقل المائي. انتشرت السكك الحديدية على نطاق واسع وذلك نتيجة لتزايد فاعلية الطاقة التي تعمل بالبخار وبأسعار معقولة، لذلك فإن المصانع تستطيع أن تكون بعيدة عن مواقع الطاقة المائية ولكن اقرب لخطوط السكك الحديدية.

## التمركز
التكلفة والتعقيد في الآلات ولاسيما تلك التي يتم تشغيلها بواسطة الماء أو البخار فهي تكون أعلى تكلفة وتعقيدا مما يستطيع عمال الصناعات توفيره أو حتى للحفاظ عليها. والاستثناء الوحيد هو ماكينة الخياطة التي تسمح للخياطة بمواصلة عملها لعقود بعد نهضة المصانع. استبدل الغزل والنسيج المنزلي في السنوات التالية من إنتاج المصانع وخصوصا عندما أصبح التوزيع أسهل. استُقطِبوا العمال والآلات في مجمع صناعي صُمِم خصيصا للتعامل مع الآلات وتدفق المواد والسلع. على الرغم من أن المصانع البدائية كانت تحت سقف واحد، إلا أنه توجد وظائف عديدة ومختلفة يتم القيام بها في طوابق مختلفة في نفس المبنى, المباني متعددة الطوابق كانت مشتركة وذلك نظرا أنها تسهل انتقال القوة من خلال خطوط التدوير العمودية. أما في المصانع الكبيرة مثل قاطرات بولودين فإنها تقوم بعمليات مختلفة تُجرَى في مباني مختلفة.
فُصِلت عمليات سبك المعادن والحدادة عن الباقي وذلك في مبنى منفصل لأسباب تتعلق بالسلامة والنظافة والصحة. بالإضافة أنها ارتفعت كفاءة المحركات البخارية مع زيادة الحجم. ولهذا السبب، اصغر المحركات البخارية كان بقوة حصانين، أي أنه يفوق الحاجة التي تحتاجها معظم الورش. وبالتالي، حتى الكهرباء التي كانت في عام 1910 و1920 تعتمد على الطاقة اليدوية أو المساحة المستأجرة في مباني الطاقة والتي توفر الطاقة من خلال خطوط التدوير العمودية.

## التوحُد والتجانس على المواصفات القياسية
مثل باطن الحذاء وكعبه وأعلاه وقد صنعوا هذه الأحذية خصيصا لتتماشى مع الزي بشكل موحد. كان التوحيد ليس فقط بسبب دقة الآلات فحسب, وإنما أيضا بسبب إشراف الإدارة على الجودة. وهي جودة تشغيل العديد من الآلات كآلة الحياكة, فقد كانت أعلى جودة لعمل اليد وأساليبها. ففي قرب نهاية القرن التاسع عشر أصبح المعدن ذو الأجزاء البديلة يستخدم على نطاق واسع.

## ضمان الإمدادات
تمكنت المصانع من إنتاج وتوزيع إمدادات ثابتة ومستقرة من السلع. يتم دفع أجور العمال اليومية أو العمل بالقطعة، وذلك على صورة أموال أو توليفة من المال أو سكن أو وجبات طعام أو سلع من متجر الشركة وهذا ما يعرف (بنظام الأجر العيني).
يقدم نظام العمل بالقطعة بعضا من الصعوبات في المحاسبة وخاصة، ارتفاع القيمة وعمل العمال على نطاق أضيق لكل قطعة. خرج نظام العمل بالقطعة مع ظهور خط الإنتاج الذي تم تصميمه في أوقات قياسية لكل عملية متسلسلة. فعلى العاملين مواكبة تدفق العمل.

## تاريخ المصانع
مصنع جون لومبي هو واحد من أقدم المصانع التي تعمل بطاقة المياه والذي يقع في ديربى وقد أصبح جاهزا للعمل بحلول 1721. خلال عام 1746 بدأت مطحنة النحاس المتكاملة بالعمل في مدينة وارملي بالقرب من بريستول. فالمواد الخام يتم صهرها في النحاس وتحويلها لمقالي طبخ أو أسلاك أو غيرها من السلع. يتم توفير المسكن للعمال في الموقع. وكان أول من استخدم نظام المصانع واعتمده هو جوشواه ودجوود في مدينة ستافوردشاير وماثيو بولتون في مصنعه المسمى سوهو وقد كانوا من أوائل المصنعين في هذا المجال.
بدأ استخدام المصانع على نطاق واسع لحد ما في وقت لاحق عندما تم إنتاج غزل القطن بالآلات الميكانيكية.
تم استخدام النظام المتكامل للمرة الأولى عندما بدأ عزل القطن، يتم صبغة بالمبيض (أو اللون الأبيض) ثم القيام بحياكته لمنسوج كامل, وقد كان آنذاك في مطاحن والذام ولويل في ولاية ماساشوسيتس. فأصبح هذا النظام يعرف بنظام مطاحن
لويل ووالذام. شركة ناسميث وقاسكيل وبريدج واتر لسبك المعادن قد بدأ تشغيلها عام 1836, وهذه الشركات من أقدم مصانع المعالجة التي استخدمت مواد حديثة مثل الرافعات والسكك الحديدية عبر المباني وذلك لنقل المواد ثقيلة.
ريتشارد أركرايت هو الشخص الذي له الفضل في تطور ونماء المصانع، وبأنه العقل المدبر كذلك في تطور مطاحن وادي ديروينت. فبعد براءة اختراعه لإطار المياه عام 1769, قام بتأسيس مطحنة كروم فورد, في ديربى شاير، إنجلترا.
كان نظام المصنع عبارة عن طريقة جديدة لتنظيم العمل وقد كان ضرورة بسبب تطور الآلات التي أصبحت كبيرة جدا لاحتضانها في كوخ أحد العاملين.
كانت ساعات العمل في المصنع مساوية لساعات عمل الفلاح أي من الفجر إلى الغسق, 6 أيام في الأسبوع. ولكن عموما، هذه الممارسة خفضت أساسا العمال المهرة وغير المهرة على السلع القابلة للاستبدال.

## الأجزاء البديلة
أُنجِز (تحقق)الإنتاج بكميات كبيرة باستخدام أجزاء بديلة لأول مرة عام 1803 من قبل (مارك إسام بارد برونيل) بالتعاون مع (هنري مودسلاي وسايمون جودريتش) تحت إدارة وإشراف العميد السيد صمويل بينثام وقد شارك في ذلك أيضا. كذلك المفتش العام للمنشات البحرية في مصانع بورت سموث بلوك, وكان ذلك خلال البحرية الملكية البريطانية في فترة حرب نابليون. خلال عام 1808, بلغ الإنتاج السنوي 130 ألف من بكرات الإبحار. ولكن منذ عدة عقود, طريقة العمل هذه لم تشتهر في التصنيع العام في بريطانيا, فعندما اشتهرت في أمريكا آنذاك تم استيرادها، فأصبحت تعرف باسم نظام التصنيع الأمريكي، رغم أن هذه الطريقة نشأت في انجلترا

## الآثار الاجتماعية

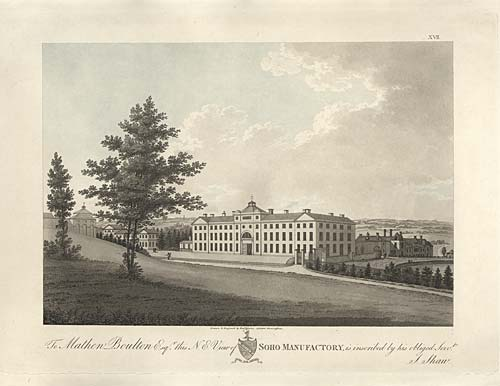
مصنع سوهو في هانزورث، إنجلترا: نموذج مبكر لنظام المصانع في الثورة الصناعي

تم تنفيذ العديد من الصناعات في المنازل تحت نظام الصناعة المحلية وذلك في القرن الثامن عشر، وخاصة حياكة الأقمشة القطنية وغزل خيوط الصوف, غالبا ما تُحاك بالنّول أو العجلة. وبما أن هذه الآلات ميكانيكية فبإمكانها إنتاج سلع قد تخفِض من تكلفة العمال الريفيين, وتركهم عاجزين عن كسب ما يكفى من المال أو حتى جعل جهدهم جدير بالاهتمام. هناك منتجات أخرى تم إنتاجها منذ زمن طويل مثل صناعة المسامير في ورشات عمل المصانع، فقد ازدادت تنوعا بسبب نظام تقسيم العمل وذلك لزيادة فعالية هذا النظام.
في عام 1890, عاش عمال المصانع ضمن مسافة يمكن قطعها بالإقدام إلى مقر عملهم وكان ذلك حتى بداية ظهور الدراجات الهوائية والطاقة الكهربائية والسكك الحديدية, وهكذا فان نظام المصنع مسئول جزئيا عن ارتفاع المعيشة في المناطق المتحضّرة, حيث تنتقل أعداد كبيرة من العمال المهاجرين إلى المدن بحثا عن عمل في المصانع. فالعديد من هذه المصانع عليها أن توفر مساكن للعمال، لاسيما للفتيات والنساء.
الانتقال للتصنيع لم يكن سهلا. فعلى سبيل المثال، هناك مجموعة شُكّلت للاحتجاج ضد التصنيع من العمال الإنجليزيين الذين عُرِفوا بالمعادين، بالإضافة لمصانع التخريب، فقد واصلوا تقاليد العمال المعارضين الراسخة لادخار الآلات. العديد من المخترعين في صناعة المنسوجات مثل جون كاى وصمويل كرومبتون قد تعرضوا للمضايقات عند تطويرهم لأجهزتهم ومعداتهم. ففي صناعات أخرى، الانتقال للتصنيع لم يكن سببا للخلاف.
وحتى أواخر القرن التاسع عشر شاع العمل لمدة 12 ساعة في اليوم أي 6 أيام في الأسبوع في معظم المصانع حتى أواخر القرن التاسع عشر, ومع ذلك فالعمل لساعات طويلة أيضا شائع خارج المصانع.
ثار نقاش بشان أخلاقيات النظام كما اشتكى العمال نتيجة لظروف العمل غير المنصفة قبل إقرار قوانين العمل, أحد هذه المشاكل تتضمن أجور النساء العاملات, ففي العديد من الحالات يُدفع للمرأة ربع ما يدفع للرجال. وعمل الأطفال كذلك هو الأخر يعد جزء رئيسي من هذا النظام وقد احتجوا بشدة أولئك الذين يعتبرون هذا النظام غير أخلاقي. ولكن في أوائل القرن التاسع عشر, حيث أن التعليم لم يكن إلزامي، فالعديد من الأسر التي لديها أطفال يقومون بالعمل بسبب انخفاض الدخل. قام صمويل سلاتر بتوظيف الأطفال ولكن بشرط توفر التعليم الأساسي. يعمل الأطفال عادة في المزارع وفي السلع المنتجة لسكان المنازل، هذا بجانب العمل في المصانع والعمل كذلك في المناجم.
في أواخر القرن التاسع عشر، سبّب التشغيل الآلي في تشريد العمال الأطفال من عملهم. فمثال على ذلك، ماكينة نفخ الزجاج الآلي فقد قيل أن تفعل المزيد لإنهاء عمل الأطفال وليس فقط قوانين عملهم ففي نهاية القرن التاسع عشر بدأت سنوات الدراسة في الزيادة بشدة .
حاول البعض من رجال الصناعة تحسين ظروف المعيشة والمصانع من أجل العمال, ومنهم أحد أقدم الإصلاحيين ألا وهو روبرت أوين المعروف بجهوده الرائدة في تحسين ظروف العاملين في مصانع نيو لانارك آنذاك، وكثيرا ما يعتبر أحد أهم المفكرين في بداية الحركة الاشتراكية.
قلِق كارل ماركس من أن النظام الرأسمالي قد يؤدى في نهاية المطاف لأجور لا تكفي المعيشة أو الكفاف، وذلك نتيجة انخفاض معدل الأرباح. وفي الواقع، أجور الكفاف كانت هي القضية المقلقة في أنحاء إنجلترا.
قلّلت الثورة الزراعية البريطانية من الحاجة للعمل في المزارع منذ أكثر من قرن، فهؤلاء العمال أجبِروا على بيع عملهم أينما كانوا. بالإضافة أن الظروف كانت رديئة للغاية خلال فترة الكساد
```
بوجه خاص وكان ذلك في أواخر 1830 وحتى أوائل عام  1840
```

الكساد تُبِع على الفور بالمجاعة الايرلندية عام 1845, فقد حصدت أعدادا كبيرة من المهاجرين الايرلنديين لالتماس العمل في مصانع إنجليزية وأمريكية.
فريد ريتش إنجلز هو واحد من أفضل وأشهر الحسابات المصنعية للظروف المعيشية للعمال خلال الثورة الصناعية عام 1844 ميلادي. في أواخر 1880 ميلادي، أشار إنجلز أنّ الفقر الشديد ونقص المرافق الصحية التي دوّن عنها في عام 1844 قد اختفت بشكل كبير.